# Les Marx au grand magasin
Pour les articles homonymes, voir Marx.
Pour plus de détails, voir Fiche technique et Distribution.
Les Marx au grand magasin (titre original : The Big Store) est un film américain, réalisé par Charles Reisner, sorti sur les écrans en 1941, et dont les interprètes principaux sont les Marx Brothers.

## Synopsis
Martha Phelps, propriétaire du grand magasin Phelps, souhaite en transmettre la propriété à son neveu Tommy Rogers, par ailleurs chanteur de charme. Cette éventuelle cession ne fait pas du tout l'affaire de son directeur, M. Grover, qui a commis diverses indélicatesses de gestion et se pose en soupirant officiel de la propriétaire. Il décide donc de faire éliminer le neveu encombrant. Constatant les tentatives criminelles à l'encontre de son neveu, Martha Phelps décide donc de faire appel à une agence de détectives privés pour assurer sa sécurité jusqu'à la signature de l'acte de cession. Elle se rend donc dans les bureaux de Wolf J. Flywheel et le ramène avec elle jusqu'au grand magasin, accompagné de deux amis, lesquels déjoueront les noirs desseins de Grover dans un crescendo burlesque…

## Fiche technique
- Titre : Les Marx au grand magasin
- Titre original : The Big Store
- Réalisation : Charles Reisner, assisté de John Waters (non crédité)
- Scénario : Sid Kuller, Hal Fimberg et Ray Golden, d'après une histoire de Nat Perrin
- Photographie : Charles Lawton Jr.
- Montage : Conrad A. Nervig
- Musique originale : Hal Borne ; chansons : Milton Drake, Ben Oakland et Artie Shaw
- Direction artistique : Cedric Gibbons
- Décors : Edwin B. Willis
- Producteur : Louis K. Sidney
- Société de production : Metro-Goldwyn-Mayer
- Société de distribution :
- Pays de production :  États-Unis
- Langue :  anglais américain
- Format : noir et blanc — 35 mm — 1,37:1 — Son : Mono
- Genre : Comédie, film burlesque
- Durée : 80 minutes
- Dates de sortie : 
  - États-Unis : 20 juin 1941
  - France : 16 septembre 1949

## Distribution
- Groucho Marx : Wolf J. Flywheel
- Chico Marx : Ravelli
- Harpo Marx : Wacky
- Tony Martin : Tommy Rogers
- Virginia Grey : Joan Sutton
- Margaret Dumont : Martha Phelps
- Douglass Dumbrille : M. Grover
- William Tannen : Fred Sutton
- Marion Martin : Peggy Arden
- Virginia O'Brien : Kitty
- Henry Armetta : Giuseppi
- Anna Demetrio : Maria
- Russell Hicks : Arthur Hastings
- Paul Stanton : George Hastings
- Bradley Page : Duke

Acteurs non crédités
- Enid Bennett : Une fonctionnaire
- Steve Clemente : Le lanceur de couteaux
- Adrian Morris : Un déménageur de piano